# Handstoppung
Unter Handstoppung versteht man die manuelle (händische) Zeitmessung mit einer mechanischen Stoppuhr oder einer Digitalstoppuhr. Infolge der menschlichen Reaktionszeit ist ihre Genauigkeit auf einige Hundertstel- bis Zehntelsekunden beschränkt, während elektronisch bei entsprechendem Aufwand auch Millisekunden erreichbar sind.
Im Sport erfolgt die manuelle Stoppung durch einen oder mehrere Kampfrichter, die den Start- und Zielvorgang konzentriert beobachten. Bei unerfahrenen Personen sind die gemessenen Zeitspannen auf etwa 0,3 bis 0,5 Sekunden genau, während bei langjähriger Tätigkeit 0,1 bis 0,2 Sekunden erreichbar sind.
Auch Wissenschaftler und Techniker arbeiten mit Handstoppung, wenn sie nicht höchste Genauigkeit brauchen. Im Labor sind händische Zeitmessungen auf ±0,1 Sekunden möglich, wenn man erfahren und in ausgeglichener Verfassung ist. Für genau voraussehbare Momente (zum Beispiel bei Sterndurchgängen oder sehr regelmäßigen Phänomenen) kann man sogar an 0,03 Sekunden herankommen, was oft den Aufwand funkgesteuerter oder elektronischer Zeitmessung erübrigt.

## Messung beim Laufsport
Jeder der Kampfrichter, die üblicherweise am Zielort postiert sind, hat eine mechanische Stoppuhr (Kurzschwinger) oder eine Digitalstoppuhr in der Hand. Er löst sie durch Tastendruck aus, sobald er das verabredete Start-Kommando hört oder sieht. Nähert sich der Sportler dem Ziel, drückt er die Stopptaste, wenn er den Eindruck hat, dass der Läufer die Ziellinie erreicht.
Dieses Verfahren ist allerdings wegen der persönlichen Reaktionszeit relativ ungenau, weshalb man nur etwa Zehntelsekunden erfassen kann. Weil aber die Reaktionszeit von Mensch zu Mensch abweicht, ist es bei wichtigen Wettkämpfen mit Handstoppung üblich, dass mindestens drei Kampfrichter den Zieleinlauf des Siegers messen. Aus den drei Zeiten wird die offizielle Siegerzeit bestimmt.
Beispiel aus der Leichtathletik:
Die Zeit des Olympiasiegers 1960 über 100 Meter in der Leichtathletik, Armin Hary, wurde per Handstoppung mit 10,2 Sekunden ermittelt. Nicht alle Kampfrichter, die für die Zeitmessung des Erstplatzierten verantwortlich waren, müssen 10,2 Sekunden gestoppt haben. Möglich ist zum Beispiel, dass einer 10,1 Sekunden und zwei andere 10,2 Sekunden gestoppt haben.
In der Regel werden die einzeln gemessenen Zeiten nicht publik gemacht. Für die nächstplatzierten Läufer misst üblicherweise jeweils ein Kampfrichter pro Läufer die Zeit.

### Abgrenzung zur elektronischen Zeitmessung
Bei der elektronischen Zeitmessung werden Start und Stopp der Uhr nicht durch Menschen ausgelöst, sondern beispielsweise durch Lichtschranken. Dies ermöglicht eine exakte Messung, die nicht durch die Reaktionszeit beeinflusst wird.
Versuche bei der Zeitmessung in der Leichtathletik und in anderen Sportarten haben ergeben, dass Handstoppung im Durchschnitt zu einer Verzögerung der Zeitmessung von zwei bis drei Zehntelsekunden im Vergleich zu einer elektronischen Zeitmessung führt. Das heißt, die per Handstoppung gemessenen Zeiten sind zwei bis drei Zehntelsekunden geringer (besser) als bei einer elektronischen Zeitmessung.
Beispiel:
Läuft ein 100-Meter-Sprinter eine handgestoppte Zeit von 10,0 Sekunden, so entspricht dies einer vergleichbaren elektronisch gemessenen Zeit von 10,2 bis 10,3 Sekunden.
In der Leichtathletik ist es üblich, eine handgestoppte Zeit bei Läufen bis einschließlich 300 Meter um 0,24 Sekunden zu erhöhen und bei 400-Meter-Läufen um 0,14 Sekunden, um sie mit einer elektronisch gemessenen Zeit halbwegs vergleichbar zu machen.

### Vergleich erzielter Zeiten
Bei Zeit- und Rekordvergleichen zwischen historischen und aktuell erzielten Leistungen müsste eigentlich für die Einschätzung der Leistung berücksichtigt werden, ob die erzielte Zeit per Handstoppung oder per elektronischer Zeitmessung erreicht wurde. Die von Armin Hary erzielte Siegerzeit in Rom 1960 (Beispiel oben) von 10,2 Sekunden entspricht einer angenommenen elektronischen Zeit von 10,44 Sekunden. Sie wurde allerdings auf einer Aschenbahn erzielt und ist daher mit späteren Leistungen über 100 Meter, die auf einer Kunststoffbahn erzielt wurden, nicht zu vergleichen. Ebenso ist sie nicht mit Zeiten zu vergleichen, die in expliziter Höhenlage erzielt wurden, wie zum Beispiel mit den Zeiten, die 1968 bei den Olympischen Spielen in Mexiko-Stadt erreicht wurden.

## Anwendungen in Wissenschaft und Technik
Auch im Bereich von Naturwissenschaften oder Technik wird Handstoppung angewandt, wenn Genauigkeiten von 0,05 bis 0,1s genügen. Das betrifft zum Beispiel viele Zeitmessungen in Biologe, Chemie, Physik, Geografie, Arbeitstechnik oder Maschinenbau. Hingegen wird dies in der Elektronik oder Computertechnik nicht ausreichen, doch sind hier die Voraussetzungen für elektronische Zeitmessung ohnehin immer gegeben.

### Handstoppung in der Astrometrie
Als gut dokumentierte Beispiele seien manuelle Zeitmessungen in der Astrometrie angeführt, etwa wenn es um die Messung von Sternörtern, der Erdrotation, der Sternzeit oder der Lotrichtung geht. Obwohl in den erstgenannten Bereichen seit etwa 1980 elektronische Verfahren überwiegen, ist die Handstoppung in den letztgenannten noch durchaus sinnvoll. Am besten wird sie mit (halb)automatischer Zeitregistrierung kombiniert.
Das einfachste und bis heute drittgenaueste manuelle Verfahren ist die Auge-Ohr-Methode zur Messung von Sternörtern. Der Beobachter zählt leise die Sekundenschläge einer Pendeluhr mit und schätzt in sie den Moment hinein, wo der Stern das Fadennetz überquert. Erfahrene Observatoren erreichen mittlere Genauigkeiten um 0,05 Sekunden.
Mit mechanischen oder Digitalstoppuhren sind bei kluger Messanordnung 0,02 bis 0,04 s erreichbar, etwa bei astro-geodätischen Lotabweichungs- oder Azimutmessungen. Es kommt dabei weniger auf die Laufpräzision der Stoppuhr als darauf an, die Reaktionszeit des Beobachters (persönliche Gleichung) durch Differenzmessungen weitgehend zu eliminieren.

### Unpersönliches Mikrometer
Am genauesten ist das unpersönliche oder Registriermikrometer, das fast an vollelektronische Messungen heranreicht, allerdings keine Stoppung im engeren Sinn mehr ist. Der Beobachter führt einen beweglichen Faden dem durchs Gesichtsfeld laufenden Stern nach, wobei das Mikrometer 20–30 elektrische Kontakte schließt. Pro Sterndurchgang lassen sich etwa 0,02 Sekunden erreichen. Eine ähnliche Methode wird am Danjon-Astrolab angewandt.
Dass astronomische Zeitmessungen 5- bis 10-mal genauer sind als Handstoppungen im Sport, liegt an der kontinuierlichen, überraschungsfreien Bewegung der Sterne. Im Optimalfall verschwinden sie für eine Zehntelsekunde hinter dem Messfaden, was gut vorhersehbar ist. Weil andererseits die Luftunruhe Störungen im Bereich von 1–3" (entspricht 0,07 bis 0,2s) bedingt, rentiert sich der Mehraufwand elektronischer Methoden meist nur auf festen Sternwarten.